# سیارک ۲۱۵۲۲
سیارک ۲۱۵۲۲ (به انگلیسی: 21522 Entwisle، نامگذاری:1998MX11) بیست و یک هزار و پانصد و بیست و دومین سیارک کشف شده‌است که در ۱۹ ژوئن ۱۹۹۸ کشف شد.
قدر مطلق سیارک برابر ۱۳.۵ است.